# Porno Graffitti Visual Works OPENING LAP
『Porno Graffitti Visual Works OPENING LAP』（ポルノグラフィティ ビジュアル・ワークス オープニング・ラップ）は、ポルノグラフィティの映像作品。2001年3月14日にリリース。発売元はSME Records（VHS：SRVM-5705／DVD：SRBL-1108）。
2009年9月9日に『OPENING LAP』として再発（SEBL-105）。

## 概要
- ポルノグラフィティがリリースした初のビデオクリップ集作品。収録媒体はVHSとDVDの2種。
- 収録内容は、デビュー曲の「アポロ」から当時の最新曲「サボテン」までの全5曲のミュージッククリップとテレビCM映像、メイキング映像を集めた「ダイアリー00/08/26」など。撮影監督は全て板谷宏幸である。
- 本作発売以降、ビデオクリップ集の発売は途絶えていたが、デビュー10周年の日（9月8日）の翌日にあたる2009年9月9日に、2008年のベストアルバム発売までのPVを収めたクリップ集『COMPLETE CLIPS 1999-2008』が一挙発売、実に8年半ぶりのビデオクリップ集発売となる。その一環で、本作はトールケース化され、当初の価格より値段を下げて発売されることとなった。

## 収録内容
1. アポロ
  - 曲のテーマ通り、映像の中には月面や宇宙服などが登場する。
2. ヒトリノ夜
  - 白黒の映像となっている（一瞬だけカラーになる時間も）。
3. ミュージック・アワー
4. サウダージ
  - メンバーは、相当な時間をかけた特殊メイクにより老人と化している。
5. サボテン
  - 撮影ではモーションコントロールを使用している。
6. ダイアリー00/08/26
  - 上記のPVのドキュメントになっている。
  - 歌詞があるカップリング曲でPVが存在するのはこの曲のみ（歌詞がないカップリング曲ではシングル『音のない森』収録の「awe」と「sonic」）である。

  1. メイキング映像
  2. TV-SPOT集